# John Sculley
John Sculley (New York, 6 aprile 1939) è un dirigente d'azienda statunitense.
È stato presidente della Pepsi Cola e, subito dopo, amministratore delegato di Apple Computer, a partire dall'8 aprile 1983.

## Biografia
Sculley è nato negli Stati Uniti, sebbene nella settimana della sua nascita lui e la sua famiglia si siano trasferiti alle Bermuda. Successivamente ha vissuto in Brasile e in Europa.  All'età di 14 anni ha inventato un tubo a raggi catodici a colori, ma non ha potuto brevettare la sua invenzione dato che la Sony aveva depositato un brevetto simile due settimane prima, da cui sarebbero nati i tubi Trinitron. Sculley si laurea in design industriale alla Brown University e ottiene un Master in Business Administration presso la prestigiosa Wharton School of the University of Pennsylvania.
Spesso viene citata la leggenda secondo cui Steve Jobs per convincere Sculley ad abbandonare la Pepsi Cola per lavorare in Apple gli avrebbe detto: "Vuoi vendere acqua zuccherata per il resto della tua vita o vuoi cambiare il mondo?" ( "Do you want to sell sugar water for the rest of your life, or do you want to change the world?").
Nel 1985, Sculley mette in minoranza Jobs e lo esautora da qualsiasi decisione strategica. Nella sua autobiografia Odyssey, uscita nel 1987, Sculley così ricorda Jobs: «Per lui (Jobs, ndr)  Apple sarebbe dovuta diventare una meravigliosa società di prodotti di largo consumo. Un progetto lunatico. L'high-tech non può essere progettata e venduta come un prodotto di consumo». Sculley inventò anche il termine PDA parlando dell'Apple Newton.
Durante un'intervista concessa a Playboy nel 1987, Sculley espresse una serie di famose previsioni, alcune delle quali si sono poi rivelate chiaramente errate, come per esempio quella secondo cui l'Unione Sovietica avrebbe mandato un uomo su Marte entro 20 anni. Ma altre previsioni si sono avverate come l'affermazione che i supporti ottici (CD-ROM) avrebbero rivoluzionato il mercato dei personal computer. Un'altra sua famosa predizione riguardava la possibilità di navigare in una rete di conoscenza, una previsione materializzatasi con l'avvento della rete Internet e del World Wide Web.
L'era di Sculley in Apple è stata caratterizzata da una suddivisione del mercato in tanti sottomercati, e di ogni sottomercato in tanti segmenti da coprire ognuno con un modello diverso. Questa visione del mercato ha prodotto un'esplosione dei modelli Macintosh; esistevano moltissimi modelli di computer, ma i vari modelli avevano caratteristiche quasi identiche, anzi esistevano modelli che di diverso avevano solo il nome. Questa strategia di mercato si è rivelata fallimentare, poiché aumentava significativamente i costi senza apportare reali vantaggi, costringeva a produrre fino a 4 imballaggi diversi quando in realtà il computer era sempre lo stesso, richiedeva pubblicità differenziate che disperdevano le forze del marketing e aumentavano i costi, e generava confusione negli utenti che non riuscivano a districarsi nella marea di modelli disponibili. Infatti pur avendo Apple dei margini molto elevati (per il settore dell'informatica), i suoi profitti erano bassi; quasi tutti i guadagni venivano assorbiti dal marketing e dalla produzione che era chiaramente ridondante e quindi inefficiente. Nel 1993 il consiglio di amministrazione costrinse Sculley a dimettersi e al suo posto mise inizialmente Michael Spindler e in seguito Gilbert Amelio, che venne scelto per la sua capacità di generare profitti.
Sculley attualmente è socio della Sculley Brothers, un fondo di investimento privato fondato nel 1995.